# La Jarrie-Audouin

La Jarrie-Audouin este o comună în departamentul Charente-Maritime, Franța. În 1 ianuarie 2022 avea o populație de 272 de locuitori.